# B.Engineering
B.Engineering ossia Borel Engineering è una casa automobilistica italiana fondata da Jean-Marc Borel, che comprò una parte dello stabilimento della Bugatti di Campogalliano per poi fondare una nuova società nel 2000.

## Produzione

### Edonis
Il primo modello, presentato nel 2001, si chiamava Edonis, basato sulla Bugatti EB110 Super Sport, ma era stato ampiamente rivisto: l'unico elemento, che conservava dell'originale Bugatti, era il telaio in fibra di carbonio. Sia l'esterno che l'interno della vettura erano stati completamente rinnovati. Il motore da 3,5 litri della Bugatti venne aumentato a 3760 cm³ di cilindrata. Gli originali quattro turbocompressori IHI erano stati sostituiti da due unità più grandi dello stesso produttore; grazie a questo la potenza del motore era passata da 610 CV DIN (448 kW) e 650 Nm di coppia a 680 CV DIN (500 kW) a 8000 giri / min e 735 N·m.

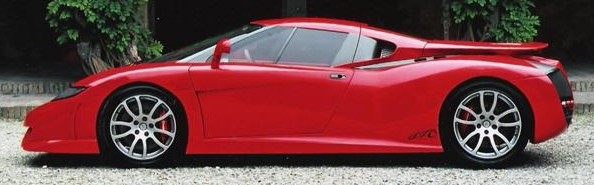
Edonis

Il triplo differenziale 4WD Drivetrain dalla Bugatti originale era stato sostituito con un RWD transaxle molto più semplice e più leggero, con un risparmio di circa 70 kg di peso totale. Queste cifre davano alla Edonis un rapporto peso/potenza di 2,08 kg/CV e una potenza specifica del motore di 181 CV/litro. Il marchio dichiarava una velocità massima di 365 km/h (227 mph) e un'accelerazione da 0 a 100 km/h in soli 3,9 secondi.
Inizialmente era prevista una produzione di 21 esemplari, tutti da consegnare entro il 2002 al prezzo di circa 760000 €, ma, dopo essere stato pubblicizzato dalla stampa e aver partecipato ad alcuni saloni automobilistici, dal 2004 si sono perse le tracce del progetto.

### Edonis Fenice
Nel 2018 l'azienda italiana, finanziariamente sostenuta dalla Casil Motors di Las Vegas,pubblicizzò la possibile produzione di una nuova e più potente Edonis Fenice su ordinazione: il nome completo del modello era SP-110 Edonis Fenice.